# Persan
Persan egy község Franciaországban. Lakosainak száma 14 348 fő (2022. január 1.).

## Földrajza
Persan Chambly, Beaumont-sur-Oise, Le Mesnil-en-Thelle, Bernes-sur-Oise, Champagne-sur-Oise és Mours községekkel határos.